# Passaggio del mar Rosso (Luca Giordano)
Il Passaggio del mar Rosso è un dipinto olio su tela di Luca Giordano conservato nella basilica di Santa Maria Maggiore di Bergamo.

## Storia e descrizione
Nel 1660 erano stati commissionati a Pietro Liberi dalla congregazione della Misericordia Maggiore sedici dipinti tra i quali tre grandi tele che dovevano raffigurare eventi tratti dalla Bibbia che avevano come soggetto l'acqua, come segno di nascita e rinascita. Nel 1661 l'artista presentò il suo Diluvio universale che non fu molto apprezzato dai rettori della congregazione perché ritenuto troppo moderno e lontano dai canoni rinascimentali a cui erano abituati, gli chiesero di fare alcune modifiche ritirando poi la commissione delle altre opere e pensarono a far eseguire le successive opere ad altri artisti.

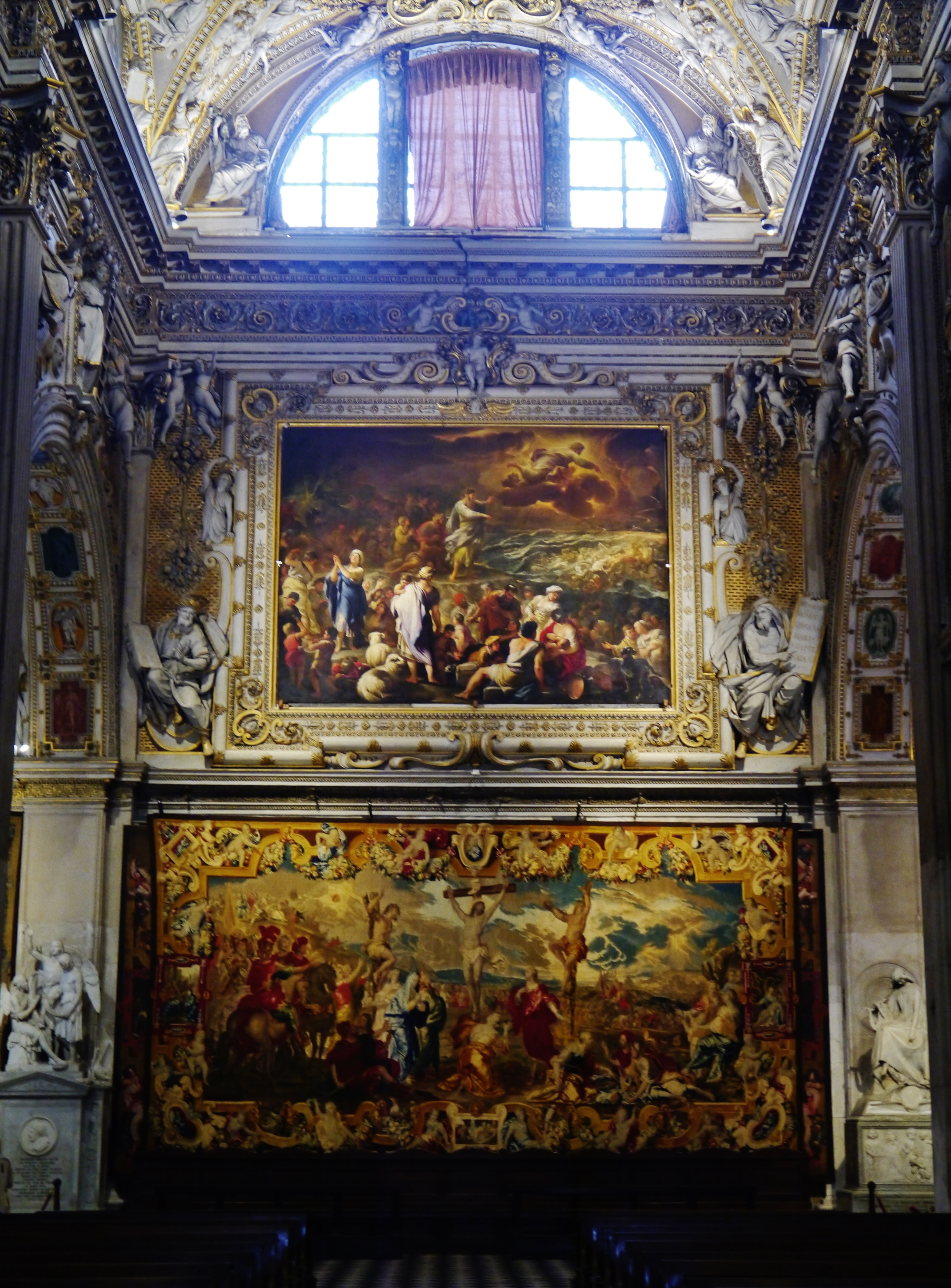
Bergamo Basilica di Santa Maria Maggiore Innen Langhaus West 3

Il dipinto, di grandi dimensioni, fu consegnato nel 1682 da Simone Giogalli, commerciante che aveva avuto il compito d'intermediare tra la congregazione e l'artista, è ospitato nella parete di fronte al presbiterio e conserva la data e la firma dell'artista. L'opera fu eseguita dal Giordano nella sua bottega napoletana e raffigura la grande scena biblica del passaggio del mar Rosso del popolo ebraico liberato dalla schiavitù d'Egitto mentre, inseguito dai soldati del faraone, attraversa indenne grazie a Dio Padre raffigurato in alto nella tela.
Scrisse Angelo Pinetti scrisse
(Angelo Pinetti 1927)
Il dipinto ottenne l'approvazione da parte dei rettori della congregazione che diedero all'artista anche un premio di 100 scudi in aggiunta ai 700 pattuiti. La volontà era quella di convincere l'artista a proseguire la collaborazione con la basilica per la realizzazione di alcuni affreschi, cosa che però non fu accettata dal Giordano, motivando che “il re di Spagna lo vuole presso di sé” e furono quindi commissionati lavori a Nicola Malinconico. La tela nel suo viaggio da Napoli a Bergamo passò per Venezia e fu tanto ammirata che i veneziani “proposero a' Bergamaschi vantaggiosissimi partiti” nel vano tentativo di trattenerla. La terza grande tela volta verso il braccio a sinistra della basilica fu eseguita nel 1688 da Antonio Zanchi e raffigurava Mosè che fa scaturire l'acqua dalla roccia.
I sindaci della congregazione apprezzarono particolarmente la "finezza di pittura e per bellissima invenzione del dissegno", centrale vi è l'immagine di Mosè che con il bastone ordina alle acque del mare di dividersi, intorno a lui il popolo ebraico raffigurato negli uomini che erano nomadi, pastori, con le loro famiglie e le madri, bimbi,  e gli animali domestici, nonché i bauli e gli arredi delle case e le stoffe, un mondo intorno a Mosè molto vivo, nei particolari.
In alto appare l'immagine di Dio Padre che ordina alle acque di richiudersi al passaggio del faraone egiziano. Il dipinto inserito in una cornice in stucco presenta ai lati le statue sempre in stucco raffiguranti che presentano l'opera. Isaia posto a destra mostra la parte delle scritture che descrivono l'evento miracoloso.
Il primo restauro fu del 1959 a opera Franco Steffanoni e nel 2012, restauro che fu eseguito in una parte che poteva essere ammirata dal pubblico.